# Lista de finais masculinas em duplas do Torneio de Roland Garros
Esta é a lista de finais masculinas em duplas do Torneio de Roland Garros.
O período 1891–1967 refere-se à era amadora. Disputado apenas por membros do clube francês, a fase nacional, até 1924, é chamada de French National Championship. O torneio se internacionaliza no ano seguinte, tornando-se o French Championships.
O French Open, a partir de 1968, refere-se à era profissional ou aberta.

## Por ano

### Era aberta
| Ano  | Campeões                                | Vice-campeões                        | Resultado                  | Piso |
| ---- | --------------------------------------- | ------------------------------------ | -------------------------- | ---- |
| 2024 | Marcelo Arévalo Mate Pavić              | Simone Bolelli Andrea Vavassori      | 7–5, 6–3                   |      |
| 2023 | Ivan Dodig Austin Krajicek              | Sander Gillé Joran Vliegen           | 6–3, 6–1                   |      |
| 2022 | Marcelo Arévalo Jean-Julien Rojer       | Ivan Dodig Austin Krajicek           | 46–7, 7–65, 6–3            |      |
| 2021 | Pierre-Hugues Herbert Nicolas Mahut     | Alexander Bublik Andrey Golubev      | 4–6, 7–61, 6–4             |      |
| 2020 | Kevin Krawietz Andreas Mies             | Mate Pavić Bruno Soares              | 6–3, 7–5                   |      |
| 2019 | Kevin Krawietz Andreas Mies             | Jérémy Chardy Fabrice Martin         | 6–2, 7–63                  |      |
| 2018 | Pierre-Hugues Herbert Nicolas Mahut     | Oliver Marach Mate Pavić             | 6–2, 7–64                  |      |
| 2017 | Ryan Harrison Michael Venus             | Santiago González Donald Young       | 7–65, 46–7, 6–3            |      |
| 2016 | Feliciano López Marc López              | Bob Bryan Mike Bryan                 | 6–4, 6–76, 6–4             |      |
| 2015 | Ivan Dodig Marcelo Melo                 | Bob Bryan Mike Bryan                 | 56–7, 7–65, 7–5            |      |
| 2014 | Julien Benneteau Édouard Roger-Vasselin | Marcel Granollers Marc López         | 6–3, 7–61                  |      |
| 2013 | Bob Bryan Mike Bryan                    | Michaël Llodra Nicolas Mahut         | 6–4, 4–6, 7–64             |      |
| 2012 | Max Mirnyi Daniel Nestor                | Bob Bryan Mike Bryan                 | 6–4, 6–4                   |      |
| 2011 | Max Mirnyi Daniel Nestor                | Juan Sebastián Cabal Eduardo Schwank | 7–63, 3–6, 6–4             |      |
| 2010 | Daniel Nestor Nenad Zimonjić            | Lukáš Dlouhý Leander Paes            | 7–5, 6–2                   |      |
| 2009 | Lukáš Dlouhý Leander Paes               | Wesley Moodie Dick Norman            | 3–6, 6–3, 6–2              |      |
| 2008 | Pablo Cuevas Luis Horna                 | Daniel Nestor Nenad Zimonjić         | 6–2, 6–3                   |      |
| 2007 | Mark Knowles Daniel Nestor              | Lukáš Dlouhý Pavel Vízner            | 2–6, 6–3, 6–4              |      |
| 2006 | Jonas Björkman Max Mirnyi               | Bob Bryan Mike Bryan                 | 56–7, 6–4, 7–5             |      |
| 2005 | Jonas Björkman Max Mirnyi               | Bob Bryan Mike Bryan                 | 2–6, 6–1, 6–4              |      |
| 2004 | Xavier Malisse Olivier Rochus           | Michaël Llodra Fabrice Santoro       | 7–5, 7–5                   |      |
| 2003 | Bob Bryan Mike Bryan                    | Paul Haarhuis Yevgeny Kafelnikov     | 7–63, 6–3                  |      |
| 2002 | Paul Haarhuis Yevgeny Kafelnikov        | Mark Knowles Daniel Nestor           | 7–5, 6–4                   |      |
| 2001 | Mahesh Bhupathi Leander Paes            | Petr Pála Pavel Vízner               | 7–6, 6–3                   |      |
| 2000 | Todd Woodbridge Mark Woodforde          | Paul Haarhuis Sandon Stolle          | 7–6, 6–4                   |      |
| 1999 | Mahesh Bhupathi Leander Paes            | Goran Ivanišević Jeff Tarango        | 6–2, 7–5                   |      |
| 1998 | Jacco Eltingh Paul Haarhuis             | Mark Knowles Daniel Nestor           | 6–3, 3–6, 6–3              |      |
| 1997 | Yevgeny Kafelnikov Daniel Vacek         | Todd Woodbridge Mark Woodforde       | 7–612, 4–6, 6–3            |      |
| 1996 | Yevgeny Kafelnikov Daniel Vacek         | Guy Forget Jakob Hlasek              | 6–2, 6–3                   |      |
| 1995 | Jacco Eltingh Paul Haarhuis             | Nicklas Kulti Magnus Larsson         | 36–7, 6–4, 6–1             |      |
| 1994 | Byron Black Jonathan Stark              | Jan Apell Jonas Björkman             | 6–4, 7–65                  |      |
| 1993 | Luke Jensen Murphy Jensen               | Marc-Kevin Goellner David Prinosil   | 6–4, 46–7, 6–4             |      |
| 1992 | Jakob Hlasek Marc Rosset                | David Adams Andrei Olhovskiy         | 7–64, 36–7, 7–5            |      |
| 1991 | John Fitzgerald Anders Järryd           | Rick Leach Jim Pugh                  | 6–0, 7–62                  |      |
| 1990 | Sergio Casal Emilio Sánchez             | Goran Ivanišević Petr Korda          | 7–5, 6–3                   |      |
| 1989 | Jim Grabb Patrick McEnroe               | Mansour Bahrami Eric Winogradsky     | 6–4, 2–6, 6–4, 7–65        |      |
| 1988 | Andrés Gómez Emilio Sánchez             | John Fitzgerald Anders Järryd        | 6–3, 86–7, 6–4, 6–3        |      |
| 1987 | Anders Järryd Robert Seguso             | Guy Forget Yannick Noah              | 6–7, 6–7, 6–3, 6–4, 6–2    |      |
| 1986 | John Fitzgerald Tomáš Šmíd              | Stefan Edberg Anders Järryd          | 6–3, 4–6, 6–3, 46–7, 14–12 |      |
| 1985 | Mark Edmondson Kim Warwick              | Shlomo Glickstein Hans Simonsson     | 6–3, 6–4, 6–7, 6–3         |      |
| 1984 | Henri Leconte Yannick Noah              | Pavel Složil Tomáš Šmíd              | 6–4, 2–6, 3–6, 6–3, 6–2    |      |
| 1983 | Anders Järryd Hans Simonsson            | Mark Edmondson Sherwood Stewart      | 7–64, 6–4, 6–2             |      |
| 1982 | Sherwood Stewart Ferdi Taygan           | Hans Gildemeister Belus Prajoux      | 7–5, 6–3, 1–1, ab.         |      |
| 1981 | Heinz Günthardt Balázs Taróczy          | Terry Moor Eliot Teltscher           | 6–2, 7–6, 6–3              |      |
| 1980 | Victor Amaya Hank Pfister               | Brian Gottfried Raúl Ramírez         | 1–6, 6–4, 6–4, 6–3         |      |
| 1979 | Gene Mayer Sandy Mayer                  | Ross Case Phil Dent                  | 6–4, 6–4, 6–4              |      |
| 1978 | Gene Mayer Hank Pfister                 | José Higueras Manuel Orantes         | 6–3, 6–2, 6–2              |      |
| 1977 | Brian Gottfried Raúl Ramírez            | Wojtek Fibak Jan Kodeš               | 7–6, 4–6, 6–3, 6–4         |      |
| 1976 | Fred McNair Sherwood Stewart            | Brian Gottfried Raúl Ramírez         | 7–66, 6–3, 6–1             |      |
| 1975 | Brian Gottfried Raúl Ramírez            | John Alexander Phil Dent             | 6–2, 2–6, 6–2, 6–4         |      |
| 1974 | Dick Crealy Onny Parun                  | Bob Lutz Stan Smith                  | 6–3, 6–2, 3–6, 5–7, 6–1    |      |
| 1973 | John Newcombe Tom Okker                 | Jimmy Connors Ilie Năstase           | 6–1, 3–6, 6–3, 5–7, 6–4    |      |
| 1972 | Bob Hewitt Frew McMillan                | Patricio Cornejo Jaime Fillol        | 6–3, 8–6, 3–6, 6–1         |      |
| 1971 | Arthur Ashe Marty Riessen               | Tom Gorman Stan Smith                | 6–8, 4–6, 6–3, 6–4, 11–9   |      |
| 1970 | Ilie Năstase Ion Ţiriac                 | Arthur Ashe Charlie Pasarell         | 6–2, 6–4, 6–3              |      |
| 1969 | John Newcombe Tony Roche                | Roy Emerson Rod Laver                | 4–6, 6–1, 3–6, 6–4, 6–4    |      |
| 1968 | Ken Rosewall Fred Stolle                | Roy Emerson Rod Laver                | 6–3, 6–4, 6–3              |      |

### Era amadora
| Ano | Campeões                          | Vice-campeões                     | Resultado                | Piso |
| --- | --------------------------------- | --------------------------------- | ------------------------ | ---- |
| 1967 | John Newcombe Tony Roche          | Roy Emerson Ken Fletcher          | 6–3, 9–7, 12–10          |      |
| 1966 | Clark Graebner Dennis Ralston     | Ilie Năstase Ion Ţiriac           | 6–3, 6–3, 6–0            |      |
| 1965 | Roy Emerson Fred Stolle           | Ken Fletcher Bob Hewitt           | 6–8, 6–3, 8–6, 6–2       |      |
| 1964 | Roy Emerson Ken Fletcher          | John Newcombe Tony Roche          | 7–5, 6–3, 3–6, 7–5       |      |
| 1963 | Roy Emerson Manuel Santana        | Gordon Forbes Abe Segal           | 6–2, 6–4, 6–4            |      |
| 1962 | Roy Emerson Neale Fraser          | Wilhelm Bungert Christian Kuhnke  | 6–3, 6–4, 7–5            |      |
| 1961 | Roy Emerson Rod Laver             | Robert Howe Bob Mark              | 3–6, 6–1, 6–1, 6–4       |      |
| 1960 | Roy Emerson Neale Fraser          | José Luis Arilla Andrés Gimeno    | 6–2, 8–10, 7–5, 6–4      |      |
| 1959 | Nicola Pietrangeli Orlando Sirola | Roy Emerson Neale Fraser          | 6–3, 6–2, 14–12          |      |
| 1958 | Ashley Cooper Neale Fraser        | Robert Howe Abe Segal             | 3–6, 8–6, 6–3, 7–5       |      |
| 1957 | Malcolm Anderson Ashley Cooper    | Don Candy Mervyn Rose             | 6–3, 6–0, 6–3            |      |
| 1956 | Don Candy Robert Perry            | Ashley Cooper Lew Hoad            | 7–5, 6–3, 6–3            |      |
| 1955 | Vic Seixas Tony Trabert           | Nicola Pietrangeli Orlando Sirola | 6–1, 4–6, 6–2, 6–4       |      |
| 1954 | Vic Seixas Tony Trabert           | Lew Hoad Ken Rosewall             | 6–4, 6–2, 6–1            |      |
| 1953 | Lew Hoad Ken Rosewall             | Mervyn Rose Clive Wilderspin      | 6–2, 6–1, 6–1            |      |
| 1952 | Ken McGregor Frank Sedgman        | Gardnar Mulloy Dick Savitt        | 6–3, 6–4, 6–4            |      |
| 1951 | Ken McGregor Frank Sedgman        | Gardnar Mulloy Dick Savitt        | 6–2, 2–6, 9–7, 7–5       |      |
| 1950 | William Talbert Tony Trabert      | Jaroslav Drobný Eric Sturgess     | 6–2, 1–6, 10–8, 6–2      |      |
| 1949 | Richard Gonzalez Frank Parker     | Eustace Fannin Eric Sturgess      | 6–3, 8–6, 5–7, 6–3       |      |
| 1948 | Lennart Bergelin Jaroslav Drobný  | Harry Hopman Frank Sedgman        | 8–6, 6–1, 12–10          |      |
| 1947 | Eustace Fannin Eric Sturgess      | Tom Brown Bill Sidwell            | 6–4, 4–6, 6–4, 6–3       |      |
| 1946 | Marcel Bernard Yvon Petra         | Enrique Morea Pancho Segura       | 7–5, 6–3, 0–6, 1–6, 10–8 |      |
| Torneio não realizado entre 1940 e 1945, devido à Segunda Guerra Mundial. Entre 1941 e 1945, sob ocupação nazista, foi realizado um torneio não reconhecido pelas autoridades. Para mais, veja Tornoi de France. |                                   |                                   |                          |      |
| 1939 | Don McNeill Charles Harris        | Jean Borotra Jacques Brugnon      | 4–6, 6–4, 6–0, 2–6, 10–8 |      |
| 1938 | Bernard Destremau Yvon Petra      | Don Budge Gene Mako               | 3–6, 6–3, 9–7, 6–1       |      |
| 1937 | Henner Henkel Gottfried von Cramm | Norman Farquharson Vernon Kirby   | 6–4, 7–5, 3–6, 6–1       |      |
| 1936 | Marcel Bernard Jean Borotra       | Pat Hughes Raymond Tuckey         | 6–2, 3–6, 9–7, 6–1       |      |
| 1935 | Jack Crawford Adrian Quist        | Vivian McGrath Don Turnbull       | 6–1, 6–4, 6–2            |      |
| 1934 | Jean Borotra Jacques Brugnon      | Jack Crawford Vivian McGrath      | 11–9, 6–3, 2–6, 4–6, 9–7 |      |
| 1933 | Pat Hughes Fred Perry             | Vivian McGrath Adrian Quist       | 6–2, 6–4, 2–6, 7–5       |      |
| 1932 | Jacques Brugnon Henri Cochet      | Marcel Bernard Christian Boussus  | 6–4, 3–6, 7–5, 6–3       |      |
| 1931 | George Lott John Van Ryn          | Norman Farquharson Vernon Kirby   | 6–4, 6–3, 6–4            |      |
| 1930 | Jacques Brugnon Henri Cochet      | Harry Hopman Jim Willard          | 6–3, 9–7, 6–3            |      |
| 1929 | Jean Borotra René Lacoste         | Jacques Brugnon Henri Cochet      | 6–3, 3–6, 6–3, 3–6, 8–6  |      |
| 1928 | Jean Borotra Jacques Brugnon      | Henri Cochet Jean de Buzelet      | 6–4, 3–6, 6–2, 3–6, 6–4  |      |
| 1927 | Jacques Brugnon Henri Cochet      | Jean Borotra René Lacoste         | 2–6, 6–2, 6–0, 1–6, 6–4  |      |
| 1926 | Howard Kinsey Vincent Richards    | Jacques Brugnon Henri Cochet      | 6–4, 6–1, 4–6, 6–4       |      |
| 1925 | Jean Borotra René Lacoste         | Jacques Brugnon Henri Cochet      | 7–5, 4–6, 6–3, 2–6, 6–3  |      |

Pisos: 
      Duro 
      Saibro 
      Grama 
      Carpete 